# Garstang
Garstang is een civil parish in het bestuurlijke gebied Wyre, in het Engelse graafschap Lancashire met 4268 inwoners.